# Kirchenstiftung
Eine römisch-katholische  Kirchenstiftung ist eine Unterart der kirchlichen Stiftung in den bayerischen Diözesen. Sie ist zu unterscheiden von den Pfründestiftungen und den sonstigen Stiftungen. Kirchenstiftungen sind Stiftungen des öffentlichen Rechts. Der Sitz der Kirchenstiftung ist der Ort einer geplanten oder existierenden Kirche. Eine Kirchenstiftung kann auch für mehrere Kirchen zuständig sein.

## Einteilung
Je nach Funktion der Kirche werden die Kirchenstiftungen unterteilt in:
- Pfarrkirchenstiftungen
- Kuratiekirchenstiftungen
- Expositurkirchenstiftungen und
- Filialkirchenstiftungen.

## Aufgabe
Die Kirchenstiftung ist Träger aller rechtlichen Beziehung der Ortskirche. Mit ihr werden die Arbeitsverträge der Pfarrsekretärin, der Messner, der Hausmeister, des Personals eines von Kirchenstiftung betriebenen Kindergartens mit der Kirchenstiftung geschlossen. Die Besoldung der Geistlichen, des Pastoralreferenten und der Gemeindereferenten ist Aufgabe einer Pründestiftung. Deren Erträge fließen den Bistümern zu, da diese die Besoldung übernommen haben. Sie hat die Kosten für den Gottesdienst und die Seelsorge zutragen. Sie hat, wenn vorhanden, den kirchlichen Friedhof zu erhalten. Je nach örtlichen Gegebenheiten gehört auch das Pfarrhaus der Kirchenstiftung oder dem jeweiligen Bundesland. Gehört es der Kirchenstiftung, ist auch dessen Unterhalt zu tragen. Ihr fließen grundsätzlich die Kollekten ihrer jeweiligen Kirchen zu.

## Kirchenverwaltung
Die Kirchenverwaltung verwaltet das Kirchenvermögen unter Aufsicht der kirchlichen Stiftungsaufsichtsbehörde. Sie beschließt den Haushaltsplan und den Jahresabschluss. Sie ist vom Pfarrgemeinderat zu unterscheiden, der mit seelsorgerischen Aufgaben betraut ist.
Kirchenverwaltungsvorstand
Kirchenverwaltungsvorstand ist in der Regel der Pfarrer der jeweiligen Pfarrei. Ist für die Kirchenstiftung ein Kurat oder ein Expositus bestellt, legt das (Erz)-Bischöfliche Ordinariat fest, wer Kirchenverwaltungsvorstand ist. Auf Antrag des Kirchenverwaltungsvorstands kann ein stellvertretender Kirchenverwaltungsvorstand durch das Ordinariat, das auch die Befugnisse festlegt, berufen werden.
Kirchenverwaltungsmitglieder
Je nach Anzahl der Katholiken in der Kirchengemeinde wird eine bestimmte Anzahl an Kirchenverwaltungsmitgliedern gewählt. Nahe Verwandte dürfen nicht gleichzeitig Mitglied der Kirchenverwaltung sein.
- in Bayern: bis 2.000 Katholiken 4 Mitglieder, bis 6.000 Katholiken 6 Mitglieder, mehr als 6.000 Katholiken 8 Mitglieder, 2 Mitglieder können berufen werden, die Amtszeit ist 6 Jahre und Wahlen finden im November 2024 und 2030 statt.

Kirchenpfleger
In Bayern wird der Kirchenpfleger in der Regel aus der Mitte der Kirchenverwaltung gewählt. Er führt die Kasse und ist für die Rechnungsführung verantwortlich, soweit diese Aufgabe nicht auf einen kirchlichen Mitarbeiter übertragen wird.

## Evangelische Kirche
Nach der staatlichen Kirchengemeindeordnung Bayerns vom 24. September 1912 gehörten Kirchenstiftungen sowohl katholischer- als auch protestantischerseits zum Ortskirchenvermögen. Von der Evangelisch-Lutherischen Kirche in Bayern wurden die Kirchenstiftungen jedoch Mitte der 1960er-Jahre aufgehoben; ihr Vermögen fiel an die jeweilige Kirchengemeinde.